# 日立産業制御ソリューションズ
株式会社日立産業制御ソリューションズは、株式会社日立製作所の完全子会社であり、社会インフラおよびセキュリティに関わる分野における、情報システム関連のシステムインテグレーター。

## 事業所
- 東京本社 - 東京都台東区秋葉原6番1号（秋葉原大栄ビル）
- 茨城本社 - 茨城県日立市大みか町五丁目1番26号

## 沿革
- 1957年 - 日立エンジニアリング株式会社設立
- 1976年 - 茨城情報サービス株式会社（後の茨城日立情報サービス株式会社）設立
- 1979年 - 株式会社日立コントロールシステムズ設立
- 1981年 - 日立プロセスコンピュータエンジニアリング株式会社設立
- 1989年 - 日立コントロールシステムズが株式会社日立情報制御システムに社名変更
- 2001年 - 日立情報制御システムと日立プロセスコンピュータエンジニアリングが合併
- 2003年 - 日立情報制御システムから株式会社日立ハイコスに社名変更
- 2006年 - 日立ハイコスと日立エンジニアリングの情報制御部門を合併、社名を株式会社日立情報制御ソリューションズに変更
- 2014年 - 日立製作所及び日立水戸エンジニアリング、水戸エンジニアリングサービスのセキュリティシステム事業及びプリント基板事業を会社分割により継承するとともに、株式会社日立アドバンストデジタル及び茨城日立情報サービス株式会社を吸収合併し、社名を株式会社日立産業制御ソリューションズに変更。